# Filip Örnblom
Filip Örnblom, född 11 mars 1999 i Växjö i Kronobergs län, är en svensk fotbollsspelare (försvarare) som spelar för Ängelholms FF.

## Klubbkarriär

### Tidig karriär
Örnblom är född och uppvuxen i Växjö. Han började som ung spela för lokalklubben Växjö Norra IF och som trettonåring gick han till Östers IF. Örnblom flyttades upp i Östers a-lag 2014. I januari 2015 skrev han sitt första kontrakt med Öster, giltigt till och med 2018. Kontraktet förlängdes 2018 och gäller till december 2021.

### Östers IF
Örnblom debuterade för a-laget i en träningsmatch mot Falkenbergs FF under försäsongen 2015. Tävlingsdebuten skedde i augusti samma år mot Trelleborgs FF i Division 1 Södra. I juni 2019 kom första målet i tävlingsspel mot Varbergs BoIS. 
Örnblom spelade 24 ligamatcher och gjorde sex mål under säsongen 2020.

#### Ängelholms FF (lån)
Under säsongen 2017 lånades Örnblom ut till Ängelholms FF i Division 1 Södra. Han fortsatte trots det att träna och spela matcher med Öster. Under lånet blev det totalt sex matcher och två vinster. Ängelholm slutade åtta.

### GAIS
Den 11 augusti 2021 värvades Örnblom av GAIS, där han skrev på ett 1,5-årskontrakt.

### Dalkurd FF
I januari 2022 värvades Örnblom av Dalkurd FF. Han spelade fyra matcher men kom i juli 2022 överens med klubben om att bryta sitt kontrakt.

### Ängelholms FF
I juli 2022 skrev Örnblom på ett 1,5-årskontrakt med Ängelholms FF, där han tidigare spelat på lån. I december 2023 förlängde Örnblom sitt kontrakt i klubben.

## Landslagskarriär
Örnblom har spelat femton matcher för Sverige U17 och två matcher för Sverige U19. Första ungdomslandskampen spelade han i augusti 2014 mot Finland, en match som slutade 1-1. Höjdpunkten i landslagskarriären kom då han var med och representerade Sverige i P17 EM-slutspelet 2016. Örnblom startade som högerback i segern mot England i första matchen. Sverige blev utslagna av Holland i kvartsfinalen. 
Örnblom spelade även två matcher i en trenationsturnering för Sverige U19 i oktober 2019.
I november 2020 blev Örnblom uttagen till U21-landslagets trupp inför bortamatcherna mot Armenien och Italien.